# Carol-Zahl
In der Zahlentheorie ist eine Carol-Zahl eine ganze Zahl der Form {\displaystyle (2^{n}-1)^{2}-2} oder, gleichbedeutend, eine Zahl der Form {\displaystyle 4^{n}-2^{n+1}-1} mit {\displaystyle n\geq 1}. Zahlen dieser Form wurden erstmals untersucht von Cletus Emmanuel, der sie nach einer Freundin, Carol G. Kimon, benannt hat.

## Beispiele
- Die ersten Carol-Zahlen sind die folgenden:

−1, 7, 47, 223, 959, 3967, 16127, 65023, 261119, 1046527, 4190207, 16769023, 67092479, 268402687, 1073676287, 4294836223, 17179607039, 68718952447, 274876858367, 1099509530623, 4398042316799, 17592177655807, 70368727400447, 281474943156223, 1125899839733759, … (Folge A093112 in OEIS)
- Die ersten primen Carol-Zahlen sind die folgenden:

7, 47, 223, 3967, 16127, 1046527, 16769023, 1073676287, 68718952447, 274876858367, 4398042316799, 1125899839733759, 18014398241046527, 1298074214633706835075030044377087, … (Folge A091516 in OEIS)
Man nennt sie Carol-Primzahlen.
- Die siebente Carol-Zahl {\displaystyle 16127} ist gleichzeitig die fünfte Carol-Primzahl und ist auch eine Primzahl, wenn man ihre Stellen umdreht (also {\displaystyle 72161}).

Solche Zahlen nennt man Carol-Mirpzahlen.
Man kennt momentan nur zwei Carol-Mirpzahlen:
16127, 16769023
- Die größte bekannte Carol-Primzahl ist {\displaystyle (2^{695631}-1)^{2}-2} und hat {\displaystyle 418812} Stellen.[3] Sie wurde von Mark Rodenkirch am 16. Juli 2016 mit den Programmen CKSieve und PrimeFormGW gefunden. Es ist die 44. Carol-Primzahl.[4]

## Eigenschaften
- Jede Carol-Zahl der Form {\displaystyle (2^{n}-1)^{2}-2} mit {\displaystyle n>2} hat eine binäre Darstellung, welche {\displaystyle 2n} Stellen lang ist, mit {\displaystyle n-2} Einsern beginnt, eine einzelne Null in der Mitte hat und mit weiteren {\displaystyle n+1} Einsern endet. Mit anderen Worten:

{\displaystyle (2^{n}-1)^{2}-2=\sum _{i=1 \atop i\not =n+2}^{2n}2^{i-1}}
Beispiel: 
{\displaystyle 223=(2^{4}-1)^{2}-2={\underline {1}}\cdot 2^{7}+{\underline {1}}\cdot 2^{6}+{\underline {0}}\cdot 2^{5}+{\underline {1}}\cdot 2^{4}+{\underline {1}}\cdot 2^{3}+{\underline {1}}\cdot 2^{2}+{\underline {1}}\cdot 2^{1}+{\underline {1}}\cdot 2^{0}=11011111_{2}}
- Die Differenz zwischen der {\displaystyle 2n}-ten Mersenne-Zahl (also {\displaystyle 2^{2n}-1}) und der {\displaystyle n}-ten Carol-Zahl beträgt {\displaystyle 2^{n+1}}.

Somit könnte man die Carol-Zahlen anders definieren, nämlich als {\displaystyle (2^{2n}-1)-2^{n+1}}.
- Die Differenz zwischen der {\displaystyle n}-ten Kynea-Zahl {\displaystyle (2^{n}+1)^{2}-2} und der {\displaystyle n}-ten Carol-Zahl beträgt {\displaystyle 2^{n+2}}.
- Wenn man mit der Carol-Zahl 7 zählen beginnt, ist jede dritte Carol-Zahl ein Vielfaches von {\displaystyle 7}.

Beispiel:
{\displaystyle 65023=(2^{8}-1)^{2}-2} ist die sechste Carol-Zahl nach {\displaystyle 7} und tatsächlich ist {\displaystyle 65023=9289\cdot 7} ein Vielfaches von {\displaystyle 7}.
- Eine Carol-Zahl {\displaystyle (2^{n}-1)^{2}-2} mit {\displaystyle n=3k+2} für {\displaystyle k>0} kann keine Primzahl sein.

(folgt aus der Eigenschaft direkt darüber)

## Verallgemeinerungen
Eine verallgemeinerte Carol-Zahl zur Basis b ist eine Zahl der Form {\displaystyle (b^{n}-1)^{2}-2} mit {\displaystyle n\geq 1} und einer Basis {\displaystyle b\geq 2}.

### Eigenschaften
- Eine verallgemeinerte Carol-Zahl mit Basis {\displaystyle b\geq 4} kann nur dann eine Primzahl sein, wenn {\displaystyle b} eine gerade Zahl ist.

(Wenn {\displaystyle b} eine ungerade Zahl wäre, wäre auch jede Potenz {\displaystyle b^{n}} ungerade. Zieht man {\displaystyle 1} ab, ist die Zahl gerade. Das Quadrat dieser Zahl ist ebenfalls gerade und zieht man {\displaystyle 2} ab, ist sie noch immer gerade und somit sicher nicht prim (für {\displaystyle b\geq 4}). Damit ist diese und die nächste Eigenschaft bewiesen.)
- Eine verallgemeinerte Carol-Zahl mit einer ungeraden Basis {\displaystyle b} ist immer eine gerade Zahl.
- Eine verallgemeinerte Carol-Zahl mit Basis {\displaystyle b^{n}} ist auch eine verallgemeinerte Carol-Zahl mit Basis {\displaystyle b}.
- Die kleinsten {\displaystyle n\geq 1}, sodass {\displaystyle ((2k)^{n}-1)^{2}-2} prim ist (Basis {\displaystyle b=2k}), sind die folgenden (für {\displaystyle k=1,2,3,4,\ldots ,100}):

2, 1, 1, 1, 1, 3, 1, 1, 2, 1, 1, 2, 159, 1, 1, 2, 1, 1, 1, 4, 3, 1, 12, 1, 1, 2, 9, 1, 88, 2, 1, 1, 12, 4, 1, 1, 183, 1, 1, 320, 24, 4, 3, 2, 1, 3, 1, 5, 2, 4, 2, 1, 2, 1, 705, 2, 3, 29, 1, 1, 1, 4836, 20, 1, 135, 1, 4, 1, 6, 1, 15, 3912, 1, 2, 8, 3, 24, 1, 14, 4, 1, 2, 321, 11, 1, 174, 1, 6, 1, 42, 310, 1, 2, 27, 2, 1, 29, 3, 103, 20, …
Beispiel:
Für {\displaystyle n=6} kann man der obigen Liste an der 6. Stelle die Zahl {\displaystyle n=3} entnehmen.
Tatsächlich ist {\displaystyle ((2\cdot 3)^{6}-1)^{2}-2=2176689023\in \mathbb {P} } eine Primzahl.
Es folgt eine Tabelle, der man die kleinsten verallgemeinerten Carol-Primzahlen mit Basis {\displaystyle b} entnehmen kann:
| {\displaystyle b}  | Form                             | Potenzen {\displaystyle n\geq 1}, sodass verallgemeinerte Carol-Zahlen mit Basis {\displaystyle b}, also der Form {\displaystyle (b^{n}-1)^{2}-2} prim sind                                                                                              | OEIS-Folge               |
| {\displaystyle 2}  | {\displaystyle (2^{n}-1)^{2}-2}  | 2, 3, 4, 6, 7, 10, 12, 15, 18, 19, 21, 25, 27, 55, 129, 132, 159, 171, 175, 315, 324, 358, 393, 435, 786, 1459, 1707, 2923, 6462, 14289, 39012, 51637, 100224, 108127, 110953, 175749, 185580, 226749, 248949, 253987, 520363, 653490, 688042, 695631, … | (Folge A091515 in OEIS)  |
| {\displaystyle 3}  | {\displaystyle (3^{n}-1)^{2}-2}  | 1 (führt zur geraden Primzahl {\displaystyle p=2}; mehr Potenzen {\displaystyle n} existieren nicht) |                          |
| {\displaystyle 4}  | {\displaystyle (4^{n}-1)^{2}-2}  | 1, 2, 3, 5, 6, 9, 66, 162, 179, 393, 3231, 19506, 50112, 92790, 326745, 344021, … |                          |
| {\displaystyle 6}  | {\displaystyle (6^{n}-1)^{2}-2}  | 1, 2, 6, 7, 20, 47, 255, 274, 279, 308, 1162, 2128, 3791, 9028, 9629, 10029, 13202, 38660, 46631, 48257, 117991, … | (Folge A100901 in OEIS)  |
| {\displaystyle 8}  | {\displaystyle (8^{n}-1)^{2}-2}  | 1, 2, 4, 5, 6, 7, 9, 43, 44, 53, 57, 105, 108, 131, 145, 262, 569, 2154, 4763, 13004, 33408, 58583, 61860, 75583, 82983, 217830, 231877, … |                          |
| {\displaystyle 10} | {\displaystyle (10^{n}-1)^{2}-2} | 1, 8, 21, 123, 4299, 6128, 11760, 18884, 40293, … | (Folge A0100903 in OEIS) |
| {\displaystyle 12} | {\displaystyle (12^{n}-1)^{2}-2} | 3, 29, 51, 7824, 15456, 22614, 28312, 47014, 68835, … |                          |
| {\displaystyle 14} | {\displaystyle (14^{n}-1)^{2}-2} | 1, 6, 13, 45, 74, 240, 553, 12348, 13659, 50603, … | (Folge A0100905 in OEIS) |
| {\displaystyle 16} | {\displaystyle (16^{n}-1)^{2}-2} | 1, 3, 33, 81, 9753, 25056, 46395, … |                          |
| {\displaystyle 18} | {\displaystyle (18^{n}-1)^{2}-2} | 2, 8, 30, 98, 110, 185, 912, 2514, 4074, 10208, 15123, 19395, 69354, … |                          |
| {\displaystyle 20} | {\displaystyle (20^{n}-1)^{2}-2} | 1, 2, 53, 183, 1281, 1300, 8041, 29936, 72820, … |                          |
| {\displaystyle 22} | {\displaystyle (22^{n}-1)^{2}-2} | 1, 8, 35, 88, 503, 8643, 8743, 14475, 92539, … | (Folge A0100907 in OEIS) |
| {\displaystyle 24} | {\displaystyle (24^{n}-1)^{2}-2} | 2, 27, 92, 4950, 20047, 46309, 55716, … |                          |
| {\displaystyle 26} | {\displaystyle (26^{n}-1)^{2}-2} | 159, 879, 4744, 5602, 74387, … |                          |
| {\displaystyle 28} | {\displaystyle (28^{n}-1)^{2}-2} | 1, 22, 127, 165, 2520, 6492, 6577, 22960, 25528, … |                          |
| {\displaystyle 30} | {\displaystyle (30^{n}-1)^{2}-2} | 1, 6, 19, 30, 166, 495, 769, 826, 1648, 3993, … |                          |
| {\displaystyle 32} | {\displaystyle (32^{n}-1)^{2}-2} | 2, 3, 5, 11, 35, 63, 87, 37116, 130698, … |                          |
| {\displaystyle 34} | {\displaystyle (34^{n}-1)^{2}-2} | 1, 4, 258, … |                          |
| {\displaystyle 36} | {\displaystyle (36^{n}-1)^{2}-2} | 1, 3, 10, 137, 154, 581, 1064, 4514, 6601, 19330, … |                          |
| {\displaystyle 38} | {\displaystyle (38^{n}-1)^{2}-2} | 1, 2, 13, 560, 28933, … |                          |
| {\displaystyle 40} | {\displaystyle (40^{n}-1)^{2}-2} | 4, 15, 39, 138, 2153, 4084, 5639, … |                          |
| {\displaystyle 42} | {\displaystyle (42^{n}-1)^{2}-2} | 3, 6, 14, 15, 29, 78, 195, 255, 272, 713, 2526, 4852, 10573, … |                          |
| {\displaystyle 44} | {\displaystyle (44^{n}-1)^{2}-2} | 1, 7, 30, 90, 1288, 1947, 12909, 25786, … |                          |
| {\displaystyle 46} | {\displaystyle (46^{n}-1)^{2}-2} | 12, 269, 1304, 5172, … |                          |
| {\displaystyle 48} | {\displaystyle (48^{n}-1)^{2}-2} | 1, 2, 4, 6, 12, 13, 3882, 6123, 15067, 15085, … |                          |
| {\displaystyle 50} | {\displaystyle (50^{n}-1)^{2}-2} | 1, 3, 4, 9, 31, 66, 115, 430, 1233, 2546, 2674, 6360, 53351, 69033, 69157, … |                          |

Die größte bekannte verallgemeinerte Carol-Primzahl ist {\displaystyle (290^{124116}-1)^{2}-2} und hat {\displaystyle 611246} Stellen. Sie wurde von Karsten Bonath am 1. März 2019 gefunden. Es ist die dritte Kynea-Primzahl mit dieser Basis.

## Weitere Verallgemeinerungen
Eine positive ganze Zahl der Form {\displaystyle (2^{n}-1)^{3}+2} nennt man Noddy-Zahl (Noddy number).
Die kleinsten primen Noddy-Zahlen sind die folgenden:
0, 1, 2, 6, 10, 16, 48, 70, 1196, 3958, 57096, 59556, 62440, 70362, … (Folge A0100899 in OEIS)